# Porsche Tennis Grand Prix
El Grand Prix de Stuttgart, oficialment conegut com a Porsche Tennis Grand Prix, és una competició tennística professional que es disputa sobre terra batuda al Porsche Arena de Stuttgart, Alemanya. Pertany als Premier Tournaments del circuit WTA femení.
El torneig es va crear l'any 1978 disputant-se sobre pista dura a Filderstadt, un barri de Stuttgart. Inicialment pertanyia a la categoria Tier III, però en la tercera edició va ascendir a Tier II, nivell que va mantenir fins a l'any 2009, que aprofitant la reorganització del circuit femení va tornar a ascendir a l'actual categoria de Premier. Des de l'any 2006 es disputa en l'actual Porsche Arena i des del 2009 es disputa sobre terra batuda. La campiona individual és recompensada amb un cotxe esportiu Porsche a més del premi metàl·lic.
Martina Navrátilová ha estat la gran dominadora del torneig amb sis títol individuals vuit de dobles, a més de ser finalista en cinc ocasions.

## Palmarès

### Individual femení
| Any          | Campiona                                          | Finalista                                         | Resultat                                          |
| ------------ | ------------------------------------------------- | ------------------------------------------------- | ------------------------------------------------- |
| WTA 500      |                                                   |                                                   |                                                   |
| 2025         | Jeļena Ostapenko                                  | Arina Sabalenka                                   | 6−4, 6−1                                          |
| 2024         | Ielena Ribàkina                                   | Marta Kostyuk                                     | 6−2, 6−2                                          |
| 2023         | Iga Świątek (2)                                   | Arina Sabalenka                                   | 6−3, 6−4                                          |
| 2022         | Iga Świątek                                       | Arina Sabalenka                                   | 6−2, 6−2                                          |
| 2021         | Ashleigh Barty                                    | Arina Sabalenka                                   | 3−6, 6−0, 6−3                                     |
| WTA Premier  |                                                   |                                                   |                                                   |
| 2020         | Torneig suspès a causa de la pandèmia de COVID-19 | Torneig suspès a causa de la pandèmia de COVID-19 | Torneig suspès a causa de la pandèmia de COVID-19 |
| 2019         | Petra Kvitová                                     | Anett Kontaveit                                   | 6−3, 7−6(2)                                       |
| 2018         | Karolína Plíšková                                 | CoCo Vandeweghe                                   | 7−6(2), 6−4                                       |
| 2017         | Laura Siegemund                                   | Kristina Mladenovic                               | 6−1, 2−6, 7−6(5)                                  |
| 2016         | Angelique Kerber (2)                              | Laura Siegemund                                   | 6−4, 6−0                                          |
| 2015         | Angelique Kerber                                  | Caroline Wozniacki                                | 3−6, 6−1, 7−5                                     |
| 2014         | Maria Xaràpova (3)                                | Ana Ivanović                                      | 3−6, 6−4, 6−1                                     |
| 2013         | Maria Xaràpova                                    | Li Na                                             | 6−1, 6−3                                          |
| 2012         | Maria Xaràpova                                    | Viktória Azàrenka                                 | 6−1, 6−4                                          |
| 2011         | Julia Görges                                      | Caroline Wozniacki                                | 7−6(3), 6−3                                       |
| 2010         | Justine Henin (2)                                 | Samantha Stosur                                   | 6−4, 2−6, 6−1                                     |
| 2009         | Svetlana Kuznetsova                               | Dinara Safina                                     | 6−4, 6−3                                          |
| WTA Tier II  |                                                   |                                                   |                                                   |
| 2008         | Jelena Janković                                   | Nàdia Petrova                                     | 6−4, 6−3                                          |
| 2007         | Justine Henin                                     | Tatiana Golovin                                   | 2−6, 6−2, 6−1                                     |
| 2006         | Nàdia Petrova                                     | Tatiana Golovin                                   | 6−3, 7−6(4)                                       |
| 2005         | Lindsay Davenport (3)                             | Amélie Mauresmo                                   | 6−2, 6−4                                          |
| 2004         | Lindsay Davenport                                 | Amélie Mauresmo                                   | 6−2, retirada                                     |
| 2003         | Kim Clijsters (2)                                 | Justine Henin-Hardenne                            | 5−7, 6−4, 6−2                                     |
| 2002         | Kim Clijsters                                     | Daniela Hantuchová                                | 4−6, 6−3, 6−4                                     |
| 2001         | Lindsay Davenport                                 | Justine Henin                                     | 7−5, 6−4                                          |
| 2000         | Martina Hingis (4)                                | Kim Clijsters                                     | 6−0, 6−3                                          |
| 1999         | Martina Hingis                                    | Mary Pierce                                       | 6−4, 6−1                                          |
| 1998         | Sandrine Testud                                   | Lindsay Davenport                                 | 7−5, 6−3                                          |
| 1997         | Martina Hingis                                    | Lisa Raymond                                      | 6−4, 6−2                                          |
| 1996         | Martina Hingis                                    | Anke Huber                                        | 6−2, 3−6, 6−3                                     |
| 1995         | Iva Majoli                                        | Gabriela Sabatini                                 | 6−4, 7−6(4)                                       |
| 1994         | Anke Huber (2)                                    | Mary Pierce                                       | 6−4, 6−2                                          |
| 1993         | Mary Pierce                                       | Nataixa Zvéreva                                   | 6−3, 6−3                                          |
| 1992         | Martina Navrátilová (6)                           | Gabriela Sabatini                                 | 7−6, 6−3                                          |
| 1991         | Anke Huber                                        | Martina Navrátilová                               | 2−6, 6−2, 7−6                                     |
| 1990         | Mary Joe Fernandez                                | Barbara Paulus                                    | 6−1, 6−3                                          |
| WTA Tier III |                                                   |                                                   |                                                   |
| 1989         | Gabriela Sabatini                                 | Mary Joe Fernández                                | 7−6, 6−4                                          |
| 1988         | Martina Navrátilová                               | Chris Evert                                       | 6−2, 6−3                                          |
| 1987         | Martina Navrátilová                               | Chris Evert                                       | 7−5, 6−1                                          |
| 1986         | Martina Navrátilová                               | Hana Mandlíková                                   | 6−2, 6−3                                          |
| 1985         | Pam Shriver                                       | Catarina Lindqvist                                | 6−1, 7−5                                          |
| 1984         | Catarina Lindqvist                                | Steffi Graf                                       | 6−1, 6−4                                          |
| 1983         | Martina Navrátilová                               | Catherine Tanvier                                 | 6−1, 6−2                                          |
| 1982         | Martina Navrátilová                               | Tracy Austin                                      | 6−3, 6−3                                          |
| 1981         | Tracy Austin (4)                                  | Martina Navrátilová                               | 4−6, 6−3, 6−4                                     |
| 1980         | Tracy Austin                                      | Sherry Acker                                      | 6−2, 7−5                                          |
| 1979         | Tracy Austin                                      | Martina Navrátilová                               | 6−3, 6−2                                          |
| 1978         | Tracy Austin                                      | Betty Stöve                                       | 6−3, 6−3                                          |

### Dobles femenins
| Any          | Campiones                                         | Finalistes                                        | Resultat                                          |
| ------------ | ------------------------------------------------- | ------------------------------------------------- | ------------------------------------------------- |
| WTA 500      |                                                   |                                                   |                                                   |
| 2025         | Gabriela Dabrowski Erin Routliffe                 | Ekaterina Alexandrova · Zhang Shuai               | 6−3, 6−3                                          |
| 2024         | Chan Hao-ching Veronika Kudermétova               | Ulrikke Eikeri Ingrid Neel                        | 4−6, 6−3, [10−2]                                  |
| 2023         | Desirae Krawczyk Demi Schuurs                     | Nicole Melichar-Martinez Giuliana Olmos           | 6−4, 6−1                                          |
| 2022         | Desirae Krawczyk Demi Schuurs                     | Coco Gauff Zhang Shuai                            | 6−3, 6−4                                          |
| 2021         | Ashleigh Barty Jennifer Brady                     | Desirae Krawczyk Bethanie Mattek-Sands            | 6−4, 5−7, [10−5]                                  |
| WTA Premier  |                                                   |                                                   |                                                   |
| 2020         | Torneig suspès a causa de la pandèmia de COVID-19 | Torneig suspès a causa de la pandèmia de COVID-19 | Torneig suspès a causa de la pandèmia de COVID-19 |
| 2019         | Mona Barthel Anna-Lena Friedsam                   | Anastassia Pavliutxénkova Lucie Šafářová          | 2−6, 6−3, [10−6]                                  |
| 2018         | Raquel Atawo Anna-Lena Grönefeld                  | Nicole Melichar Květa Peschke                     | 6−4, 6−7(5), [10−5]                               |
| 2017         | Raquel Atawo Jeļena Ostapenko                     | Abigail Spears Katarina Srebotnik                 | 6−4, 6−4                                          |
| 2016         | Caroline Garcia Kristina Mladenovic               | Martina Hingis Sania Mirza                        | 2−6, 6−1, [10−6]                                  |
| 2015         | Bethanie Mattek-Sands Lucie Šafářová              | Caroline Garcia Katarina Srebotnik                | 6−4, 6−3                                          |
| 2014         | Sara Errani Roberta Vinci                         | Cara Black Sania Mirza                            | 6−2, 6−3                                          |
| 2013         | Mona Barthel Sabine Lisicki                       | Bethanie Mattek-Sands Sania Mirza                 | 6−4, 7−5                                          |
| 2012         | Iveta Benešová Barbora Záhlavová-Strýcová         | Julia Görges Anna-Lena Grönefeld                  | 6−4, 7−5                                          |
| 2011         | Sabine Lisicki Samantha Stosur                    | Kristina Barrois Jasmin Wöhr                      | 6−1, 7−6(5)                                       |
| 2010         | Gisela Dulko Flavia Pennetta                      | Květa Peschke Katarina Srebotnik                  | 3−6, 7−6(3), [10−5]                               |
| 2009         | Bethanie Mattek Sands Nàdia Petrova               | Gisela Dulko Flavia Pennetta                      | 5−7, 6−3, [10−7]                                  |
| WTA Tier II  |                                                   |                                                   |                                                   |
| 2008         | Anna-Lena Grönefeld Patty Schnyder                | Květa Peschke Rennae Stubbs                       | 6−2, 6−4                                          |
| 2007         | Květa Peschke Rennae Stubbs                       | Chan Yung−Jan Dinara Safina                       | 6−7(5), 7−6(4), [10−2]                            |
| 2006         | Lisa Raymond Samantha Stosur                      | Cara Black Rennae Stubbs                          | 6−3, 6−4                                          |
| 2005         | Daniela Hantuchová Anastassia Mískina             | Květa Peschke Francesca Schiavone                 | 6−0, 3−6, 7−5                                     |
| 2004         | Cara Black Rennae Stubbs                          | Anna-Lena Grönefeld Julia Schruff                 | 6−3, 6−2                                          |
| 2003         | Lisa Raymond Rennae Stubbs                        | Cara Black Martina Navrátilová                    | 6−2, 6−4                                          |
| 2002         | Lindsay Davenport Lisa Raymond (2)                | Meghann Shaughnessy Paola Suárez                  | 6−2, 6−4                                          |
| 2001         | Lindsay Davenport Lisa Raymond                    | Justine Henin Meghann Shaughnessy                 | 6−4, 6−7(4), 7−5                                  |
| 2000         | Martina Hingis Anna Kúrnikova                     | Arantxa Sánchez Vicario Barbara Schett            | 6−4, 6−2                                          |
| 1999         | Chanda Rubin Sandrine Testud                      | Larisa Savchenko Neiland Arantxa Sánchez Vicario  | 6−3, 6−4                                          |
| 1998         | Lindsay Davenport Nataixa Zvéreva                 | Anna Kúrnikova Arantxa Sánchez Vicario            | 6−4, 6−2                                          |
| 1997         | Martina Hingis Arantxa Sánchez Vicario            | Lindsay Davenport Jana Novotná                    | 7−6(4), 3−6, 7−6(3)                               |
| 1996         | Nicole Arendt Jana Novotná                        | Martina Hingis Helena Suková                      | 6−2, 6−3                                          |
| 1995         | Gigi Fernández Nataixa Zvéreva (3)                | Meredith McGrath Larisa Savchenko Neiland         | 5−7, 6−1, 6−4                                     |
| 1994         | Gigi Fernández Nataixa Zvéreva                    | Manon Bollegraf Larisa Savchenko Neiland          | 7−6(5), 6−4                                       |
| 1993         | Gigi Fernández Nataixa Zvéreva                    | Patty Fendick Martina Navrátilová                 | 7−6(6), 6−4                                       |
| 1992         | Arantxa Sánchez Vicario Helena Suková             | Pam Shriver Nataixa Zvéreva                       | 6−4, 7−5                                          |
| 1991         | Martina Navrátilová Jana Novotná                  | Pam Shriver Nataixa Zvéreva                       | 6−2, 5−7, 6−4                                     |
| 1990         | Mary Joe Fernández Zina Garrison                  | Mercedes Paz Arantxa Sánchez Vicario              | 7−5, 6−3                                          |
| WTA Tier III |                                                   |                                                   |                                                   |
| 1989         | Gigi Fernández Robin White                        | Elna Reinach Raffaella Reggi                      | 6−4, 7−6(2)                                       |
| 1988         | Martina Navrátilová Iwona Kuczyńska               | Elna Reinach Raffaella Reggi                      | 6−1, 6−4                                          |
| 1987         | Martina Navrátilová Pam Shriver (3)               | Zina Garrison Lori McNeil                         | 6−1, 6−2                                          |
| 1986         | Martina Navrátilová Pam Shriver                   | Zina Garrison Gabriela Sabatini                   | 7−6(5), 6−4                                       |
| 1985         | Hana Mandliková Pam Shriver                       | Carina Karlsson Tine Scheuer-Larsen               | 6−2, 6−1                                          |
| 1984         | Claudia Kohde Kilsch Helena Suková                | Bettina Bunge Eva Pfaff                           | 6−2, 4−6, 6−3                                     |
| 1983         | Martina Navrátilová Candy Reynolds                | Virginia Ruzici Catherine Tanvier                 | 6−2, 6−1                                          |
| 1982         | Martina Navrátilová Pam Shriver                   | Candy Reynolds Anne Smith                         | 6−2, 6−3                                          |
| 1981         | Mima Jaušovec Martina Navrátilová                 | Barbara Potter Anne Smith                         | 6−4, 6−1                                          |
| 1980         | Hana Mandliková Betty Stöve                       | Kathy Jordan Anne Smith                           | 6−4, 7−5                                          |
| 1979         | Billie Jean King Martina Navrátilová              | Betty Stöve Wendy Turnbull                        | 6−3, 6−3                                          |
| 1978         | Tracy Austin Betty Stöve                          | Mima Jaušovec Virginia Ruzici                     | 6−3, 6−3                                          |